# Lifted (Israel Nash)
Lifted is het vijfde studioalbum van de Amerikaanse zanger, gitarist en liedjesschrijver Israel Nash.

## Muziek
Op zijn eerste albums New York Town (2009) en Barn doors and concrete floors (2011) speelde Nash (die zich toen nog liet noemen bij zijn volledige naam Israel Nash Gripka) vooral americana, countryrock en rootsrock. Vanaf het album Rain plans (2013) heeft hij veel zweverige psychedelische muziek en geluidseffecten in zijn muziek opgenomen, met invloeden uit de jaren zestig en zeventig.
Door de hoge falsetto stem van Nash lijkt zijn muziek op sommige nummers erg op Neil Young, zoals in Lucky ones en Northwest stars (out of Tacoma). De meerstemmige zang in onder meer Sweet springs doet denken aan The Beach Boys. De arrangementen zijn geschreven door Jesse Chandler, die gespeeld heeft bij de folkband Midlake en bij de band Mercury Rev. De dromerige muziek van die groep is duidelijk herkenbaar op dit album.

## Nummers
1. Rolling on [intro] (1:05)
2. Rolling on (4:33)
3. Looking glass (5:11)
4. Lucky ones (3:55)
5. Sweet springs [intro] (0:23)
6. Sweet springs (3:52)
7. Spirit falls (4:25)
8. Northwest stars (out of Tacoma) (4:17)
9. Hillsides (4:53)
10. The widow (4:16)
11. Strong was the night (4:53)
12. Golden fleeces (3:33)

## Muzikanten

### Bandleden
- Israel Nash - akoestische gitaar, elektrische gitaar, keyboards, synthesizer, mondharmonica, orgel, banjo, piano, zang, achtergrondzang, handbellen, geluidseffecten
- Aaron McCellan - basgitaar, contrabas, akoestische gitaar, piano, keyboards, orgel, handbellen
- Joey McClellan – sologitaar, akoestische gitaar, elektrische gitaar, achtergrondzang, piano, orgel, handbellen, geluidseffecten, percussie
- Josh Fleischmann - drums, percussie, geluidseffecten
- Eric Swanson – pedaalsteelgitaar, synthesizer, elektrische en akoestische gitaar, keyboards, banjo, achtergrondzang

### Gastmuzikanten
- Sadie Wolfe - cello
- Kelsey Wilson, Paul Robertson - viool
- Leo Guanna - trombone
- Gilbert Elorreaga - trompet
- Ted Young - contrabas
- Jenni Wieland - hoorn
- Jesse Chandler – klavecimbel
- Evan Jacobs – synthesizer, piano, geluidseffecten
- Cameron Neal – achtergrondzang

Sadie Wolfe en Kelsey Wilson maken deel uit van de indieband Wild Child. Gilbert Elorreaga speelt in de Texaanse latinfunkband Grupo Fantasma, waarin Leo Guanna eerder ook heeft gespeeld.

## Album
Het album Lifted van Israel Nash verscheen op 27 juli 2018 op het label Loose in Europa en op Desert Folklore Music in de Verenigde Staten. Het album is geproduceerd door Israel Nash, met coproducers Joey McClellan en Ted Young. McClellan is de sologitarist van Nash' band. Ted Young heeft onder meer gewerkt met The Rolling Stones, The Gaslight Anthem en Moby. Hij won in 2013 een Grammy Award voor mixage van het album Charlie is my darling van The Rolling Stones.
De geluidstechniek werd verzorgd door Eric Swanson, Nick Joswick, Grayson Niven en Taylor Torres. Het album werd gemixt door Ted Young en gemasterd door Jessica Thompson. Op de website van Discogs is de discografie van dit album te raadplegen. Zie bronnen en referenties.
De albumhoes is ontworpen door Israel Nash, die ook de begeleidende teksten heeft geschreven. Op de hoes staat een schildering met veel kleurige figuren, zoals gitaren, eendjes, vliegtuigen, een leeuw en een luchtballon rondom een rivier en een paar bomen. De foto's op de hoes zijn gemaakt door Chad Wadsworth.
Dit album kwam op 3 augustus 2018 nieuw binnen op de eerste plaats van de Americana Albums Chart Top 40 in de Verenigde Staten. In Duitsland behaalde dit album plek 82 in de albumhitlijst en in Nederland plek 125.